# 埃尔·赫斯克维茨
埃尔·赫斯克维茨（1946年7月14日—2003年4月28日）是一位美国遗传学家，通过模式生物釀酒酵母来研究细胞分化，1985年任美国遗传学学会会长，1987年获麦克阿瑟奖，2002年获托马斯·亨特·摩尔根奖章。